# Neonilla Kilar-Krzywiecka
Neonilla Kilar-Krzywiecka, de domo Batik (ur. 8 listopada 1906 w Rakowcu, zm. 21 lutego 1993 w Katowicach) – polska aktorka i reżyser teatralna, matka kompozytora Wojciecha Kilara.

## Życiorys
Urodziła się w Rakowcu we wschodniej Polsce (obecnie Ukraina) 8 listopada 1906. Debiutowała na scenie Teatru Lwowskiego. W latach 1935–1936 występowała na deskach Teatru Pokucko-Podolskiego w Stanisławowie. Okupację radziecką i niemiecką wraz z mężem lekarzem Janem Franciszkiem Kilarem i synem Wojciechem spędziła we Lwowie. W latach 1944–1949 Kilarowie mieszkali w Rzeszowie. W okresie tym aktorka wystąpiła m.in. w roli Balladyny na deskach Teatru Miejskiego. Współpracowała z Wandą Siemaszkową. Wyreżyserowała też kilka spektakli. W 1949 rodzina przeniosła się na Górny Śląsk. Aktorka występowała w Teatrze Śląskim w Katowicach, Teatrze Ziemi Opolskiej oraz Teatrze Zagłębia w Sosnowcu. W 1967 otrzymała nagrodę Zarządu Okręgowego Związku Zawodowych Pracowników Kultury i Sztuki. Na emeryturę przeszła w 1968. Zmarła 21 lutego 1993 w Katowicach.